# Royal League
A Royal League egy évenként megrendezett labdarúgótorna volt, melyet skandináv országok (Dánia, Svédország és Norvégia) részvételével rendeztek meg három alkalommal. A torna minden évben a norvég és a svéd nemzeti bajnokságok befejezte után kezdődött. Kivételt ez alól Dánia jelentett, ahol a torna kezdete a szezon közben volt. A dán, norvég és svéd bajnokságból egyaránt az első négy helyezett csapat szerzett indulási jogot.
Felvetődött a lehetősége annak, hogy kibővítik a ligát a Veikkausliiga és a Landsbankadeild győzteseivel.
A 2007–2008-as kiírás elmaradt pénzügyi gondok miatt, ám a szervezők terve szerint a 2008–2009-es szezonra ismét megrendezték volna. 2008. október 11-én bejelentették, hogy a 2008–2009-es idényt sem rendezik meg, mivel a tv-közvetítési jogokat nem sikerült értékesíteni.
Mindezek ellenére 2010-re tervezték a torna újbóli megrendezését több, 15 klub részvételével, azonban új, Royal Cup néven.

## Története
A torna a 2004–2005-ös kiírással kezdődött. A esemény tizenkét csapat részvételével zajlott, melyeket három négycsapatos csoportba osztottak szét. Minden ország első két helyezett csapata azonos csoportba került, míg a másik két klub a másik két kvartettbe. Minden csoportban mindegyik csapat megmérkőzött a másik hárommal otthon és idegenben is. Az első két helyezett sorsolást követően ismét egy csoportba kapott besorolást. A háromcsapatos csoportban mindegyik csapat megmérkőzött a többivel otthon és idegenben is. A csoportelsők bejutottak a döntőbe. A 2005-ös finálét 2005. május 26-án rendezték meg a svéd IFK Göteborg és a dán FC København részvételével. A döntőt az FC København nyerte a büntetőpárbajt követően.
A torna második kiírása is tizenkét klub részvételével zajlott, ahol a csapatokat három csoportba sorolták be. A csoportok első két helyezett csapatai és a két legjobb harmadik helyezett bejutott a negyeddöntőbe. Innentől kezdve egyenes kieséses rendszerben játszottak. A negyeddöntők és az elődöntők oda-visszavágós rendszerűek voltak, míg a döntőt egy mérkőzés keretében játszották le. A 2006-os fináléra 2006. április 6-án került sor az FC København és a norvég Lillestrøm SK közötti mérkőzésen. Az FC København második címét szerezte meg Razak Pimpong utolsó előtti percben szerzett góljának köszönhetően, amivel 1–0-ra alakította az eredményt.
A 2006–2007-es torna szintén csoportkörrel kezdődött, melyet egyenes kieséses szakasz követett. Az előző kiírástól annyiban különbözött a lebonyolítás, hogy a továbbjutás egy mérkőzésen dőlt el. A csoportkörben jobb eredményt elérő csapat kapta meg a pályaválasztói jogot. A 2007-es finálét 2007. március 15-én rendezték a dán Brøndby IF és az FC København részvételével. Végül a Brøndby nyert 1–0-ra Martin Ericsson tizenegyesgóljával.
A torna eléggé sok kritikát kapott az első kiírást követően. A csapatok ritkán játszottak a legjobb összeállításukban, ami az érdeklődés hiányához vezetett. A pénzdíjak megemelése vagy az UEFA-bajnokok ligájában való közvetlen indulási jog lehetősége is felvetődött a probléma megoldása érdekében.

## Eredmények
| Szezon    | Dátum             | Győztes      | Eredmény               | Döntős        | Helyszín                          | Nézőszám |
| --------- | ----------------- | ------------ | ---------------------- | ------------- | --------------------------------- | -------- |
| 2006–2007 | 2007. március 15. | Brøndby IF   | 1–0                    | FC København  | Brøndby Stadion, Brøndby, Dánia   | 17 914   |
| 2005–2006 | 2006. április 6.  | FC København | 1–0                    | Lillestrøm SK | Parken Stadion, Koppenhága, Dánia | 13 617   |
| 2004–2005 | 2005. május 26.   | FC København | 1–1 Büntetőkkel: 12–11 | IFK Göteborg  | Ullevi, Göteborg, Svédország      | 10 216   |

## Örökmérleg

### Klubonként
| Klub          | Győzelmek | Döntők |
| ------------- | --------- | ------ |
| FC København  | 2         | 1      |
| Brøndby IF    | 1         | 0      |
| IFK Göteborg  | 0         | 1      |
| Lillestrøm SK | 0         | 1      |

### Országonként
| Ország     | Győzelmek | Döntők |
| ---------- | --------- | ------ |
| Dánia      | 3         | 1      |
| Norvégia   | 0         | 1      |
| Svédország | 0         | 1      |

## Lásd még
- Allsvenskan
- SAS Ligaen
- Tippeligaen
- Baltic League
- FÁK-kupa

## Külső hivatkozások
- A Royal League hivatalos honlapja (angolul)
- Eredmények az rsssf.com-on (angolul)